# Kammeltal
Kammeltal ist eine Gemeinde im schwäbischen Landkreis Günzburg in Bayern. Einen gleichnamigen Ort gibt es nicht.

## Geografie
Die Gemeinde liegt in der Region Donau-Iller, zwischen Ulm und Augsburg und etwa elf Kilometer südöstlich von Günzburg. Sie wird in Nord-Süd-Richtung von der Kammel durchflossen.

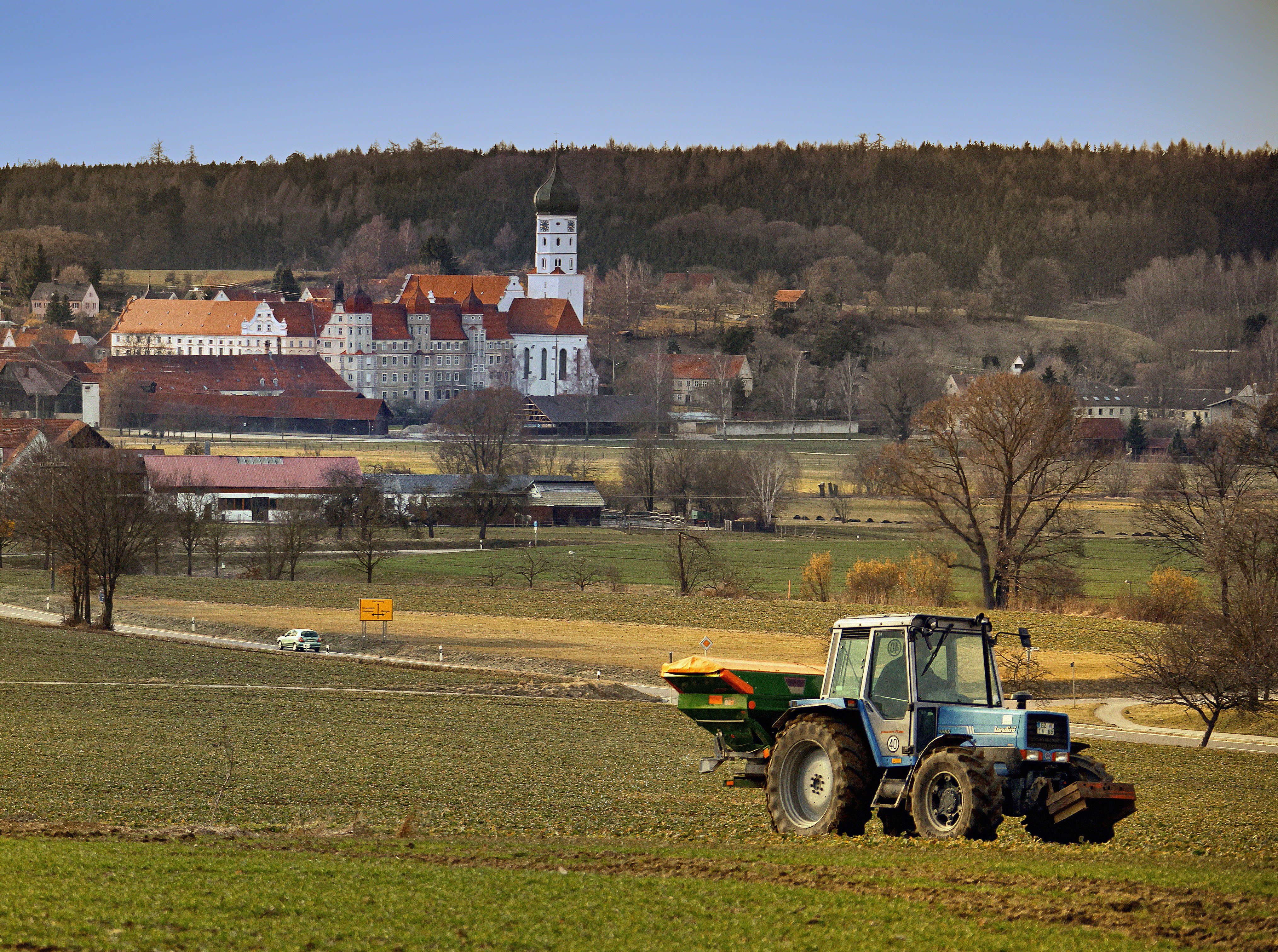
Kloster Wettenhausen

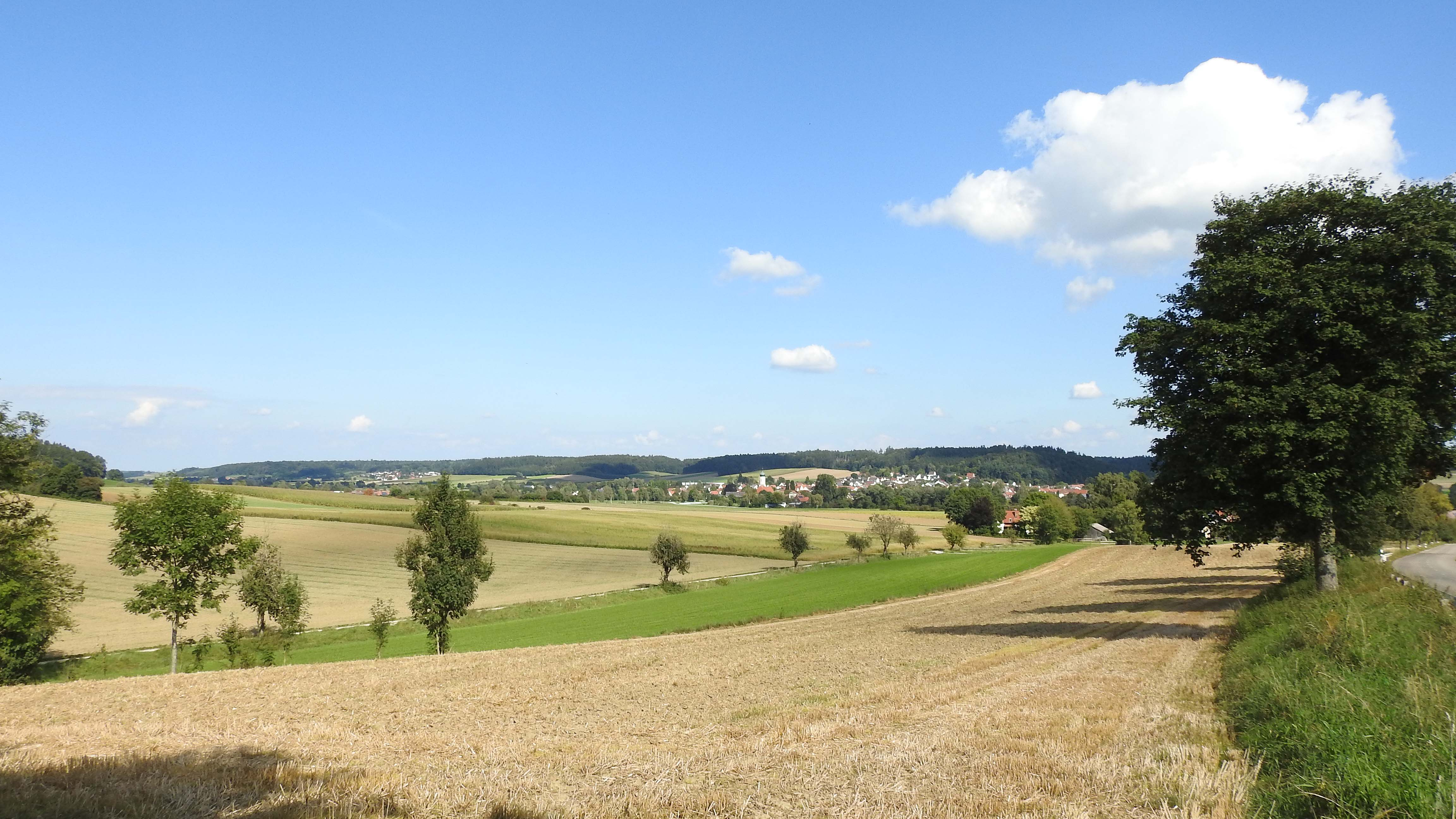
Kammeltal: Ettenbeuren von Südwesten

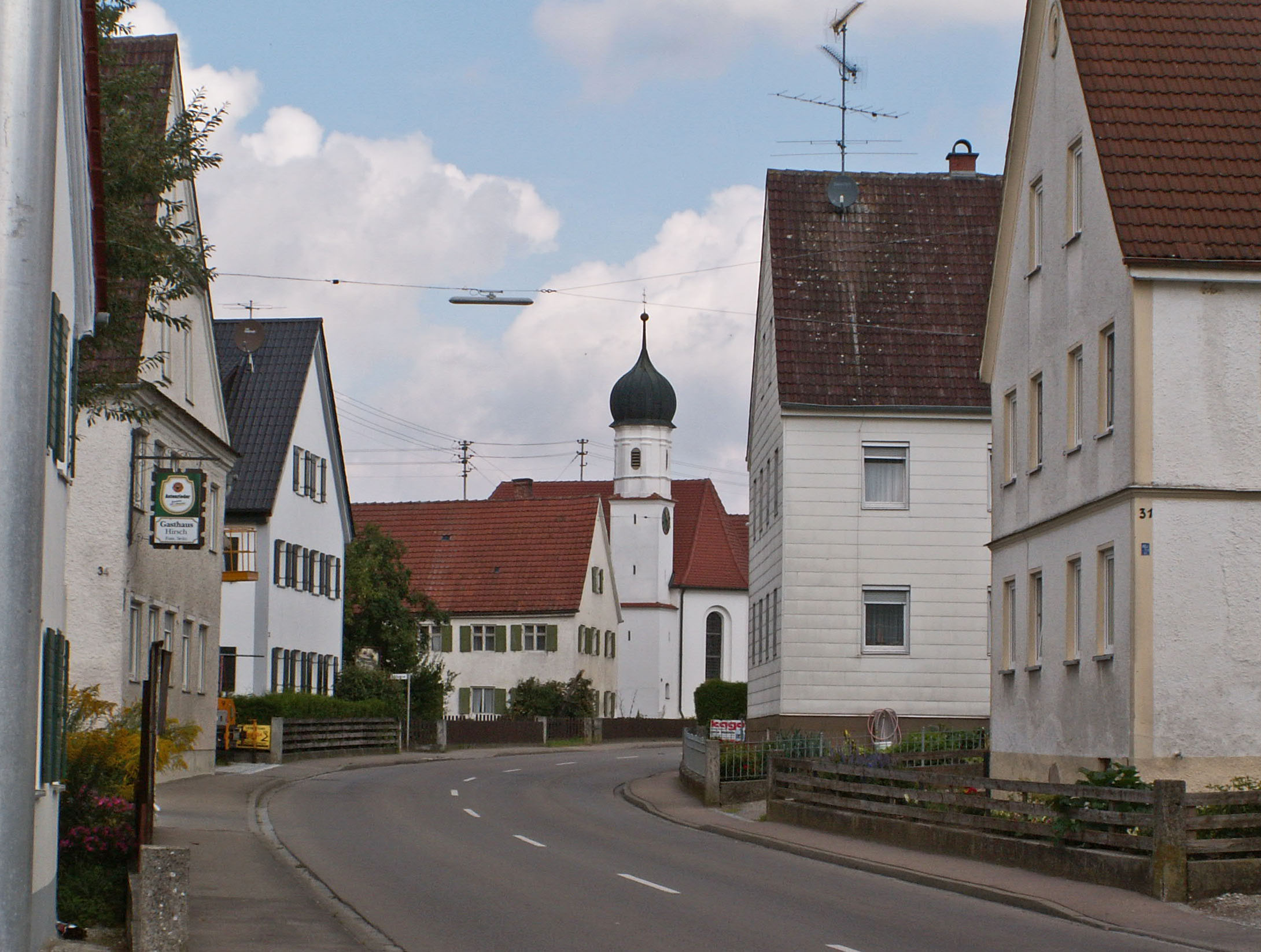
Dorfstraße in Ried

Die Gemeinde hat 13 Gemeindeteile, in Klammern ist der Siedlungstyp angegeben:
- Behlingen (Kirchdorf)
- Egenhofen (Kirchdorf)
- Ettenbeuren (Pfarrdorf)
- Goldbach (Kirchdorf)
- Grünhöfe (Weiler)
- Hammerstetten (Kirchdorf)
- Hartberg (Dorf)
- Keuschlingen (Weiler)
- Kleinbeuren (Kirchdorf)
- Reifertsweiler (Dorf)
- Ried (Kirchdorf)
- Unterrohr (Kirchdorf)
- Wettenhausen (Pfarrdorf)

Die Einöde Waldheim ist kein amtlich benannter Gemeindeteil.
Gemarkungen sind Behlingen, Egenhofen, Ettenbeuren, Goldbach, Hammerstetten, Kleinbeuren, Ried bei Behlingen, Unterrohr, Wettenhausen und die ehemals gemeindefreien Gebiete Ettenbeurer Wald, Galgenforst, Rohrer Wald.

## Geschichte
Am 1. Juli 1972 wurde die Gemeinde Kammeltal im Zuge der kommunalen Gebietsreform aus den Gemeinden Behlingen (mit Ortsteil Keuschlingen), Egenhofen, Ettenbeuren (mit Grünhöfe und Reifertsweiler), Goldbach (mit Hartberg), Kleinbeuren, Ried und Wettenhausen (mit dem am 1. Januar 1971 eingegliederten Ort Hammerstetten) gegründet. Am 1. Mai 1978 wurde die Gemeinde Unterrohr eingemeindet.

### Einwohnerentwicklung
| Jahr      | 1961 | 1970 | 1987 | 1991 | 1995 | 2000 | 2005 | 2010 | 2015 |
| Einwohner | 3356 | 3211 | 3082 | 3071 | 3229 | 3346 | 3376 | 3392 | 3289 |

Zwischen 1988 und 2018 wuchs die Gemeinde von 3087 auf 3310 um 223 Einwohner bzw. um 7,2 %.

## Politik
Der Gemeinderat hat 16 Mitglieder.
Bei der Kommunalwahl am 15. März 2020 ergab sich folgende Sitzverteilung:
- Freie Wählervereinigung „Unteres Kammeltal“: 6 Sitze (35,71 %)
- Bürgerblock Ettenbeuren-Egenhofen-Unterrohr: 5 Sitze (35,19 %)
- Einheitsliste „Oberes Kammeltal“: 5 Sitze (29,10 %)

Bei den Kommunalwahlen 2008 und 2014 hatte der Bürgerblock jeweils sechs Sitze erreicht, während die Einheitsliste jeweils vier Sitze gewann. Die Freie Wählervereinigung hat sowohl 2008 wie 2014 und 2020 sechs Sitze erhalten.
Bürgermeister ist seit 1. Mai 2020 Thorsten Wick (Wählergruppe Bürgernahes Kammeltal), der sich bei der Wahl am 15. März 2020 gegen den Amtsinhaber mit 64,4 % durchsetzte.
Sein Vorgänger Matthias Kiermasz war von Mai 2014 bis April 2020 im Amt (Bürgerblock Ettenbeuren-Egenhofen-Unterrohr/„Einheitsliste Oberes Kammeltal Behlingen, Ried, Egenhofen, Unterrohr“/Freie Wählervereinigung „Unteres Kammeltal“) und hatte am 16. März 2014 bei der Kommunalwahl 93,78 % der gültigen Stimmen erhalten.
Davor stand von 2002 bis 2014 Christian-Konrad Wiesner (Einheitsliste/FWV) an der Gemeindespitze.

### Wappen
| Wappen der Gemeinde Kammeltal | Blasonierung: „Unter rotem Schildhaupt, darin nebeneinander drei silberne Großbuchstaben P, in Gold ein schwarzer Balken.“ |
| Wappen der Gemeinde Kammeltal | Wappenbegründung: Die drei P stammen aus dem Wappen der schwäbischen Patrizierfamilie Vöhlin von Memmingen, die lange Zeit mit der Herrschaft Neuburg an der Kammel in enger Verbindung stand. Dazu gehörte auch die Gemeinde Kammeltal. Dieses Wappen wird seit 1976 geführt. Die offizielle Erklärung der PPP lautet: "Pugno Pro Pontifice" = Im Kampf für den Papst. Die inoffizielle (süffisante) Erklärung lautet: "Piper peperit pecuniam, Pecunia peperit pompam, Pompa peperit pauperiam" = Der Pfeffer brachte das Geld, das Geld den Pomp, der Pomp die Armut. (Die Familie Vöhlin erwirtschaftete erhebliche Gewinne aus dem Gewürzhandel in den portugiesischen und spanischen Kolonien an der Wende vom 15. zum 16. Jahrhundert.) |

## Wirtschaft und Infrastruktur

### Wirtschaft einschließlich Land- und Forstwirtschaft
Im Jahr 2020 betrugen die Gemeindesteuereinnahmen umgerechnet 2748 T€, davon waren es 315 T€ (netto) Gewerbesteuereinnahmen. 2021 belief sich das Steueraufkommen, mit einem Zugang von über 25 % des Vorjahres, auf etwa 3,5 Millionen EUR. Mit Einnahmen durch die Gewerbesteuer und einem starken Wachstum des vergangenen Jahres, wurden 961 T€ erwirtschaftet.
Die Gemeinde ist sehr landwirtschaftlich geprägt. 42 landwirtschaftliche Betriebe hatten im Jahr 2020 insgesamt 3470 Nutztiere, davon allein 1365 Milchkühe. 1937 ha Land wurden für die Landwirtschaft genutzt, davon waren 1165 ha Ackerland und der Rest Weiden und Wiesen.
Im Jahr 2021 arbeiteten 55 sozialversicherungspflichtige Beschäftigte in 4 Unternehmen im Baugewerbe.

### Bildung
1999 gab es folgende Einrichtungen:
- Kindergärten: Kindergarten Behlingen (eine Gruppe), Kneipp-Kindergarten Wettenhausen (zwei Gruppen, altersgeöffnet zwei bis elf Jahre), Kindergarten Ettenbeuren (zwei Gruppen, altersgeöffnet zwei bis elf Jahre)
- Volksschulen: Volksschule Wettenhausen (Grundschule) mit 13 Lehrern und 245 Schülern
- Gymnasien: St.-Thomas-Gymnasium des Schulwerks der Diözese Augsburg mit 50 Lehrern und ca. 700 Schülern[11] in Wettenhausen
- Außenstelle Volkshochschule Günzburg

## Persönlichkeiten
- Joseph Dossenberger (* 9. März 1721 in Wollishausen; † 15. Mai 1785 in Wettenhausen), Barockbaumeister
- Augustin von Hammerstetten (15./16. Jahrhundert), Dichter
- Anton Schwarzkopf (* 8. Juli 1924 in Behlingen; † 30. Juli 2001), Konstrukteur von Achterbahnen und Fahrgeschäften
- Franz Joseph Vogel (* 1684 oder 1686 in Wettenhausen; † 1756), Stuckateur und Baumeister